# Baja de Russie
La Baja de Russie des forêts du Nord (ou Baja Russia Northern Forest) est une course hivernale de rallye-raid (cross-country) neige et glace organisée par définition sur trois journées en Russie sous l'égide de la FIA, à partir de Saint-Petersbourg. Les résultats de cette course sont comptabilisés pour la Coupe du monde des rallyes tout-terrain (dont elle est la seule course sur neige/glace) depuis 2014 ainsi que pour le championnat national russe. Elle se dispute durant la deuxième quinzaine du mois de février.

## Histoire
L'épreuve est incluse dans la Coupe de Russie en 2002, puis dans le championnat national russe en 2004. Elle s'internationalise en 2006, obtenant une reconnaissance FIA en 2007.
Elle partage certains tronçons avec le rallye des Nuits Blanches (le White Nights rally). Les températures usuellement rencontrées sont de −10 °C (soit 14 °F, en moyenne).

## Palmarès
| Année     | Pilote            | Copilote            | Voiture                             |
| --------- | ----------------- | ------------------- | ----------------------------------- |
| 2003      | Sergey Shmakov    | Evgeniy Kandzuba    | Bowler Wildcat 200                  |
| 2004      | Ruslan Misikov    | Sergey Shatinskiy   | Bowler Wildcat                      |
| 2005      | Alexey Berkut     | Anton Nikolaev      | Mitsubishi L200                     |
| 2006      | Alexey Berkut     | Anton Nikolaev      | Mitsubishi Pajero                   |
| 2007      | Boris Gadasin     | Alexander Mironenko | Nissan Pickup                       |
| 2008      | Leonid Novitskiy  | Oleg Tyupenkin      | Mitsubishi L200                     |
| 2009      | Boris Gadasin     | Vladimir Demyanenko | G-Force Proto                       |
| 2010      | Boris Gadasin     | Vladimir Demyanenko | G-Force Proto                       |
| 2011-2012 | Non disputée      | Non disputée        | Non disputée                        |
| 2013      | Vladimir Vasilyev | Konstantin Zhiltsov | G-Force Proto                       |
| 2014      | Yazeed Al-Rajhi   | Timo Gottschalk     | Toyota Hilux Overdrive              |
| 2015      | Tapio Suominen    | Toni Näsman         | Toyota Hilux Toyota Hilux Overdrive |
| 2016      | Māris Neikšāns    | Anton Nikolaev      | Volkswagen 7JO                      |
| 2017      | Aron Domżała      | Szymon Gospodarczyk | Toyota Hilux                        |
| 2018      | Nasser Al-Attiyah | Mathieu Baumel      | Toyota Hilux Toyota Hilux Overdrive |
| 2019      | Tapio Lauronen    | Toni Tapio Lauronen | Mitsubishi Pajero                   |
| 2020      | Vladimir Vasilyev | Vitaliy Yevtyekhov  | BMW X3                              |
| 2021      | Vladimir Vasilyev | Alexey Kuzmich      | BMW X3                              |